# Guácimo (canton)
Guácimo est un canton (deuxième échelon administratif) costaricien de la province de Limón au Costa Rica.

Campus de Université EARTH, à Guácimo.

## Géographie

### Districts
- Guácimo (en)
- Mercedes (en)
- Pocora (en)
- Río Jiménez (en)
- Duacarí (en)